# Specie di Linaria
Elenco delle specie di Linaria:

## A

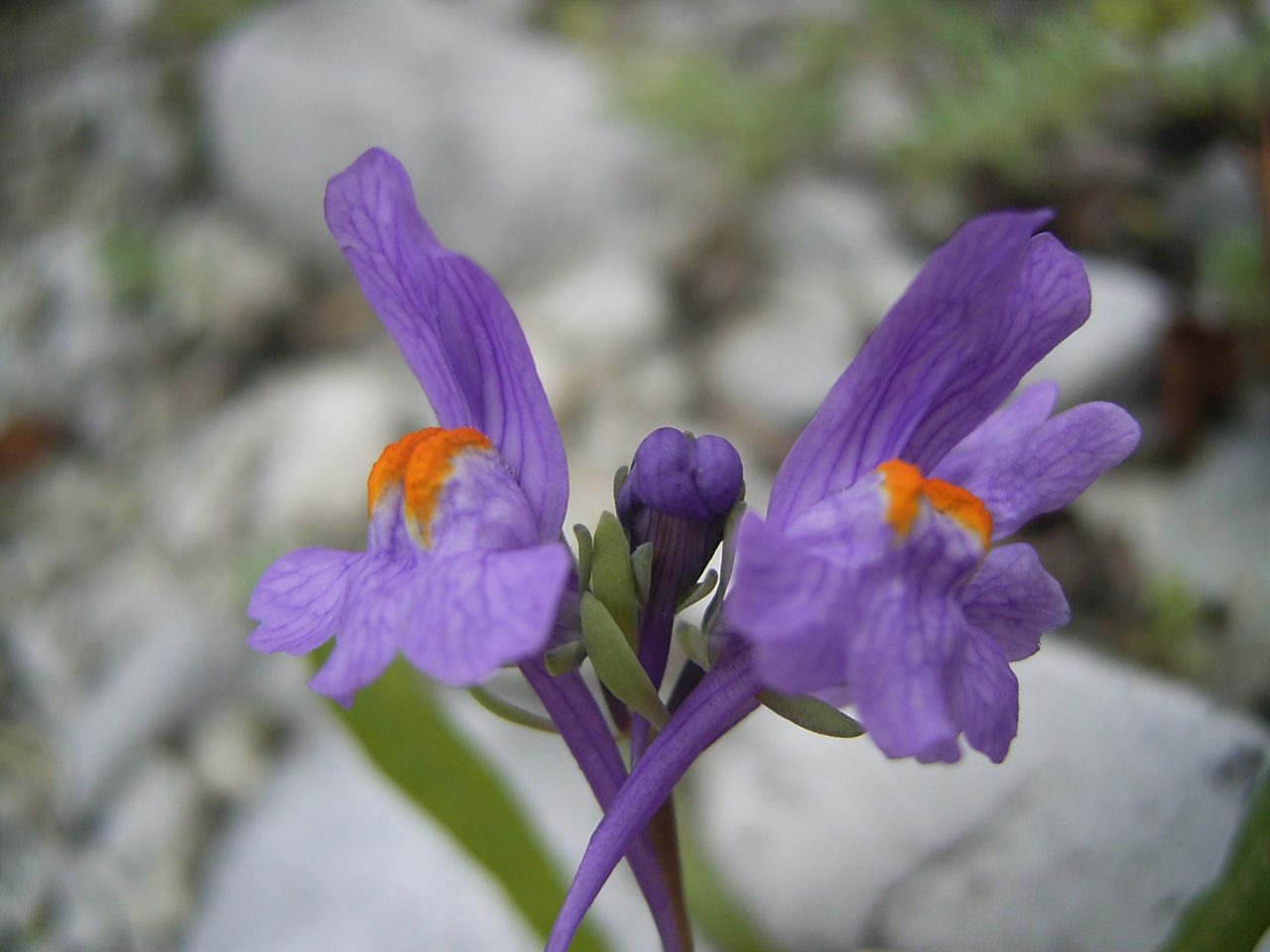
Linaria alpina

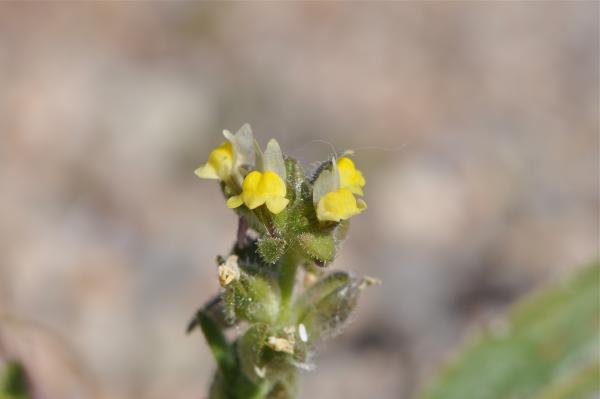
Linaria arenaria

- Linaria accitensis L.Sáez, Juan, M.B.Crespo, F.B.Navarro, J.Peñas & Roquet
- Linaria acutiloba Fisch. ex Rchb.
- Linaria aeruginea (Gouan) Cav.
- Linaria afghanica Podlech & Iranshahr
- Linaria alaica Junussov
- Linaria albifrons (Sm.) Spreng.
- Linaria algarviana Chav.
- Linaria alpina (L.) Mill.
- Linaria altaica Fisch. ex Kuprian.
- Linaria amethystea (Vent.) Hoffmanns. & Link
- Linaria amoi Campo
- Linaria angustissima (Loisel.) Borbás
- Linaria antilibanotica Rech.f.
- Linaria arcusangeli Atzei & Camarda
- Linaria arenaria DC.
- Linaria arenicola Pau & Font Quer
- Linaria argillicola Juan, Blanca, Cueto, J.Fuentes & L.Sáez
- Linaria armeniaca Chav.
- Linaria arvensis (L.) Desf.
- Linaria atlantica Boiss. & Reut.
- Linaria azerbaijanensis Hamdi & Assadi

## B
- Linaria badachschanica Junussov
- Linaria badali Willk.
- Linaria bamianica Patzak

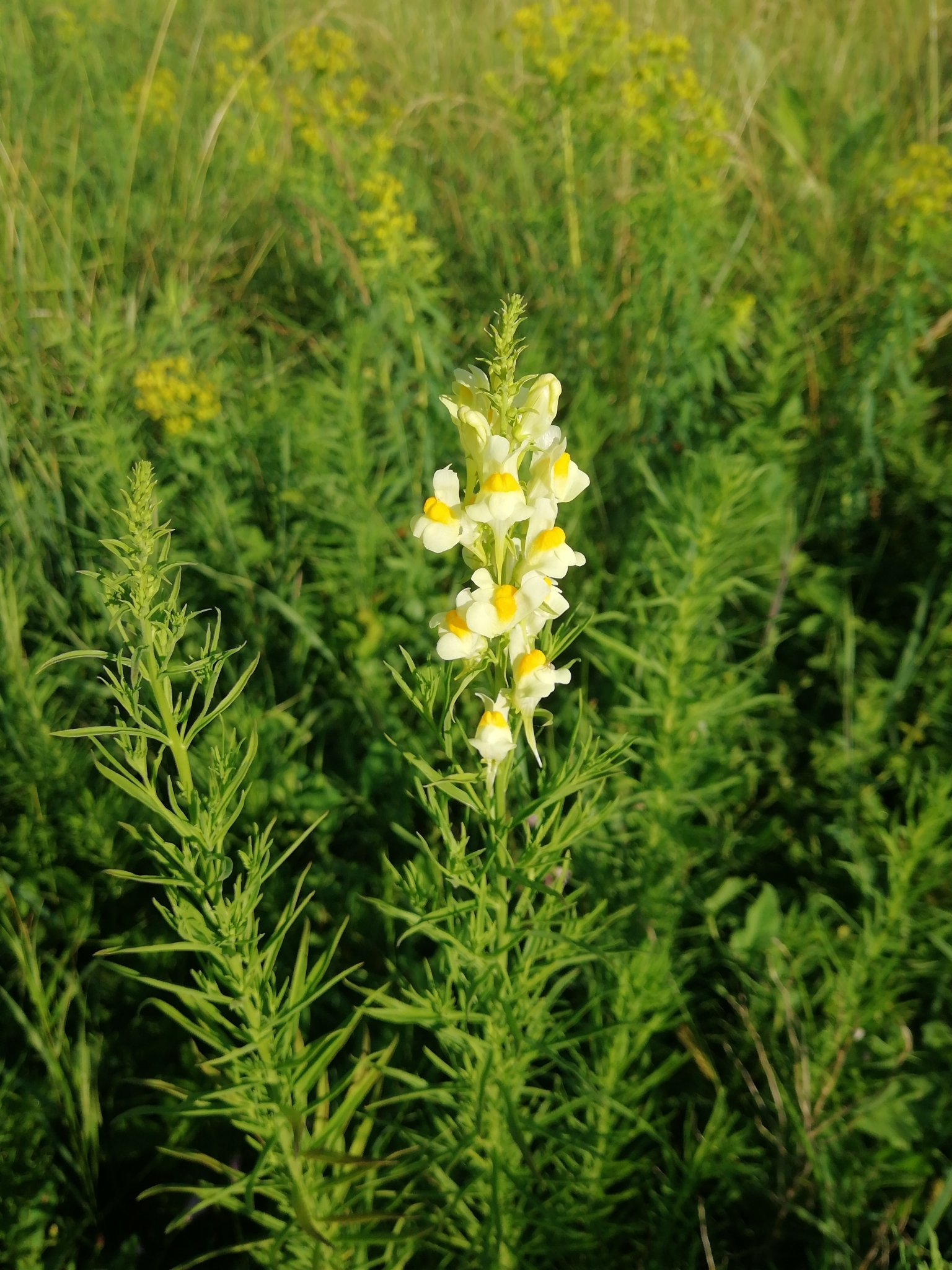
Linaria biebersteinii

- Linaria becerrae Blanca, Cueto & J.Fuentes
- Linaria bessarabica Kotov
- Linaria biebersteinii Besser
- Linaria bimaculata (Cout.) Farminhão & Carapeto
- Linaria bipartita (Vent.) Willd.
- Linaria bipunctata (L.) Chaz.
- Linaria birjandensis Hamdi
- Linaria bordiana Santa & Simonn.
- Linaria boushehrensis Hamdi & Assadi
- Linaria brachyphylla Delip.
- Linaria bubanii Font Quer
- Linaria bungei Kuprian.
- Linaria buriatica Turcz. ex Benth.

## C

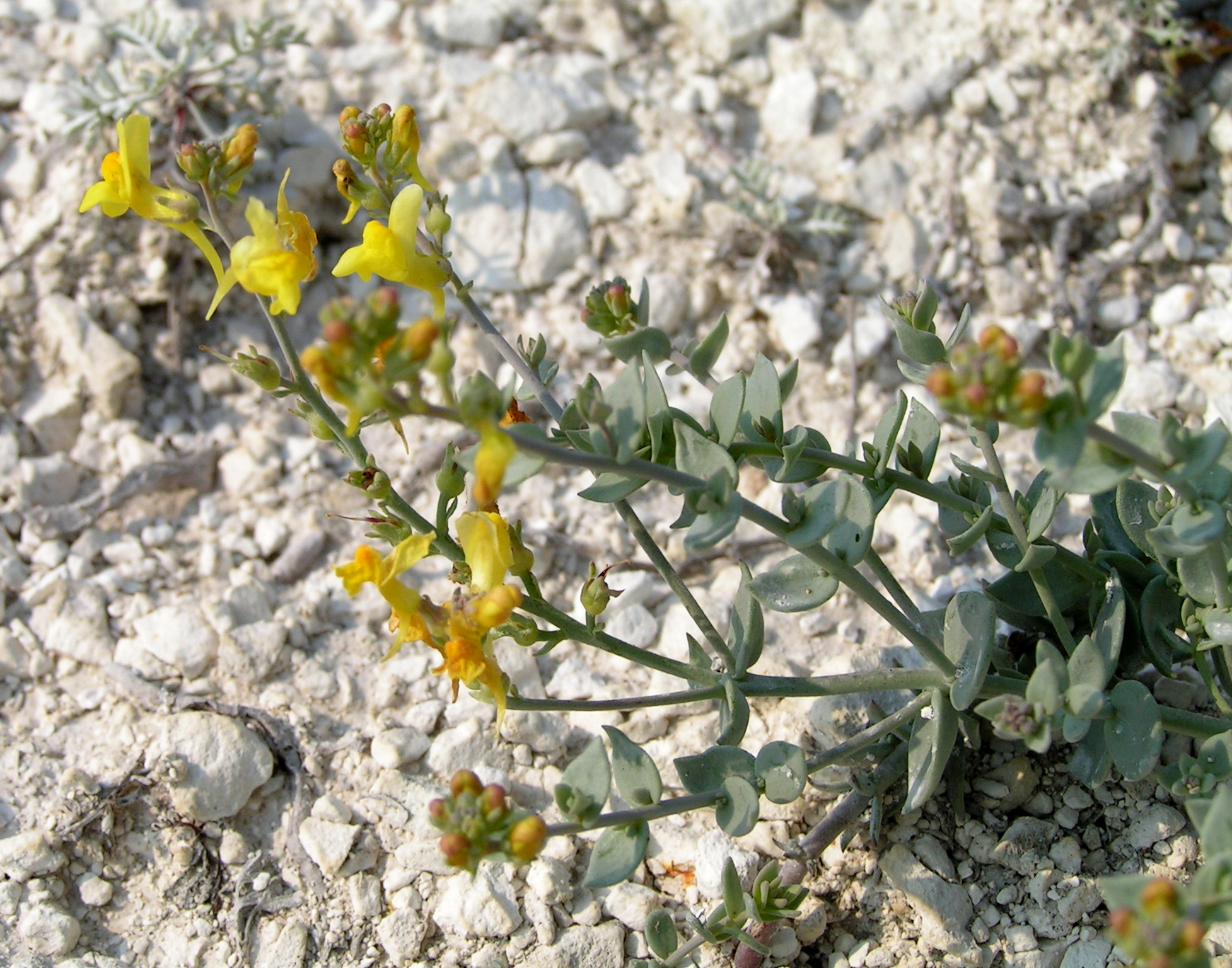
Linaria cretacea

- Linaria caesia (Lag. ex Pers.) DC. ex Chav.
- Linaria canadensis (L.) Dum.Cours.
- Linaria capraria Moris & De Not.
- Linaria cavanillesii Chav.
- Linaria chalepensis (L.) Mill.
- Linaria clementei Haens. ex Boiss.
- Linaria confertiflora Benth.
- Linaria corifolia Desf.
- Linaria × cornubiensis Druce
- Linaria cossoniana Braun-Blanq. & Maire
- Linaria cossonii Bonnet & Barratte
- Linaria cretacea Fisch. ex Spreng.

## D
- Linaria dalmatica (L.) Mill.
- Linaria damascena Boiss. & Gaill.
- Linaria decipiens Batt.

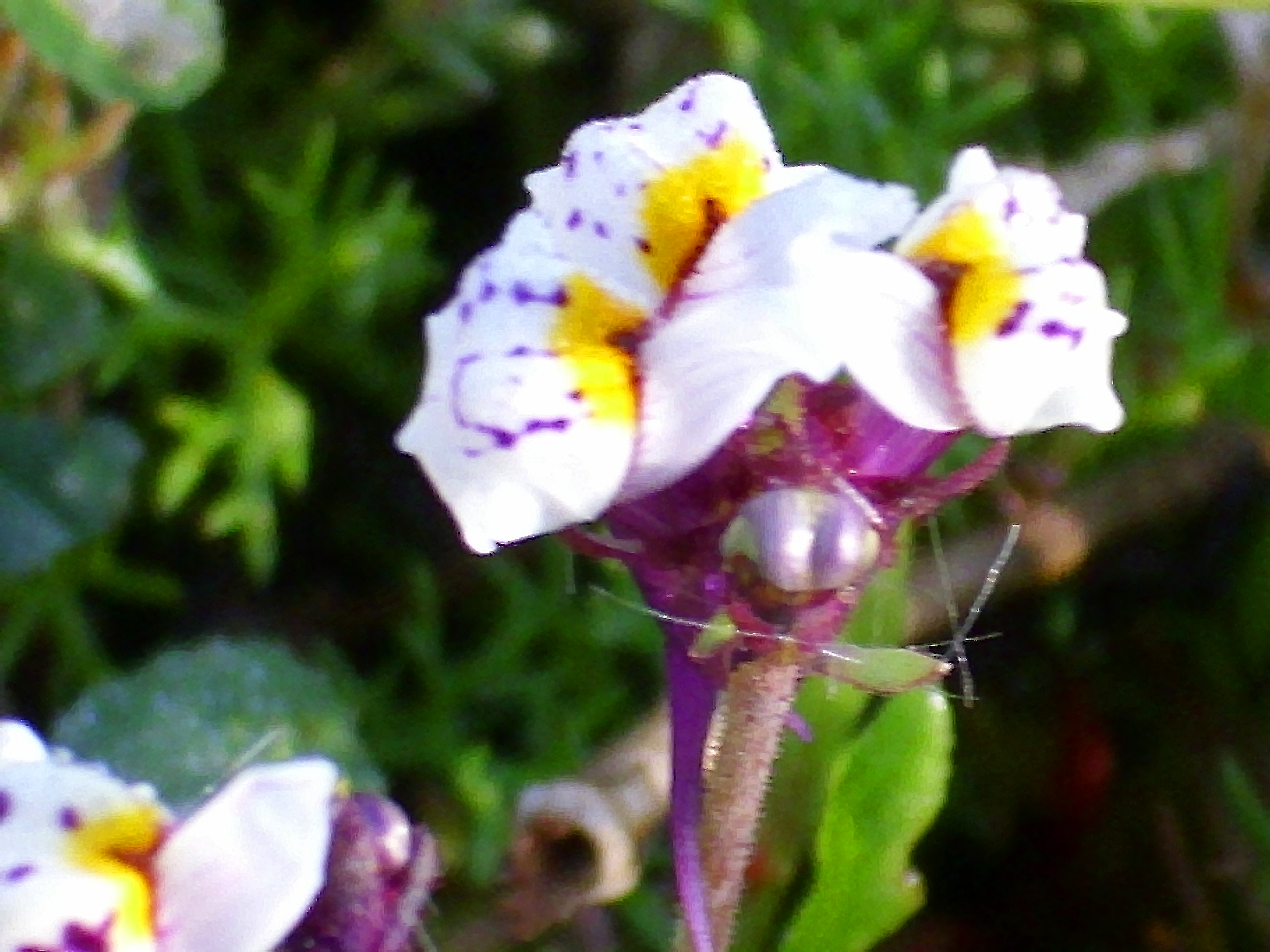
Linaria diffusa

- Linaria depauperata Leresche ex Lange
- Linaria diffusa Hoffmanns. & Link
- Linaria dissita Pomel
- Linaria × dominii Druce
- Linaria dumanii A.Duran & Menemen

## E
- Linaria elegans Cav.
- Linaria elymaitica (Boiss.) Kuprian.

## F
- Linaria fallax Coss. ex Batt.
- Linaria farsensis Hamdi & Assadi
- Linaria fastigiata Chav.

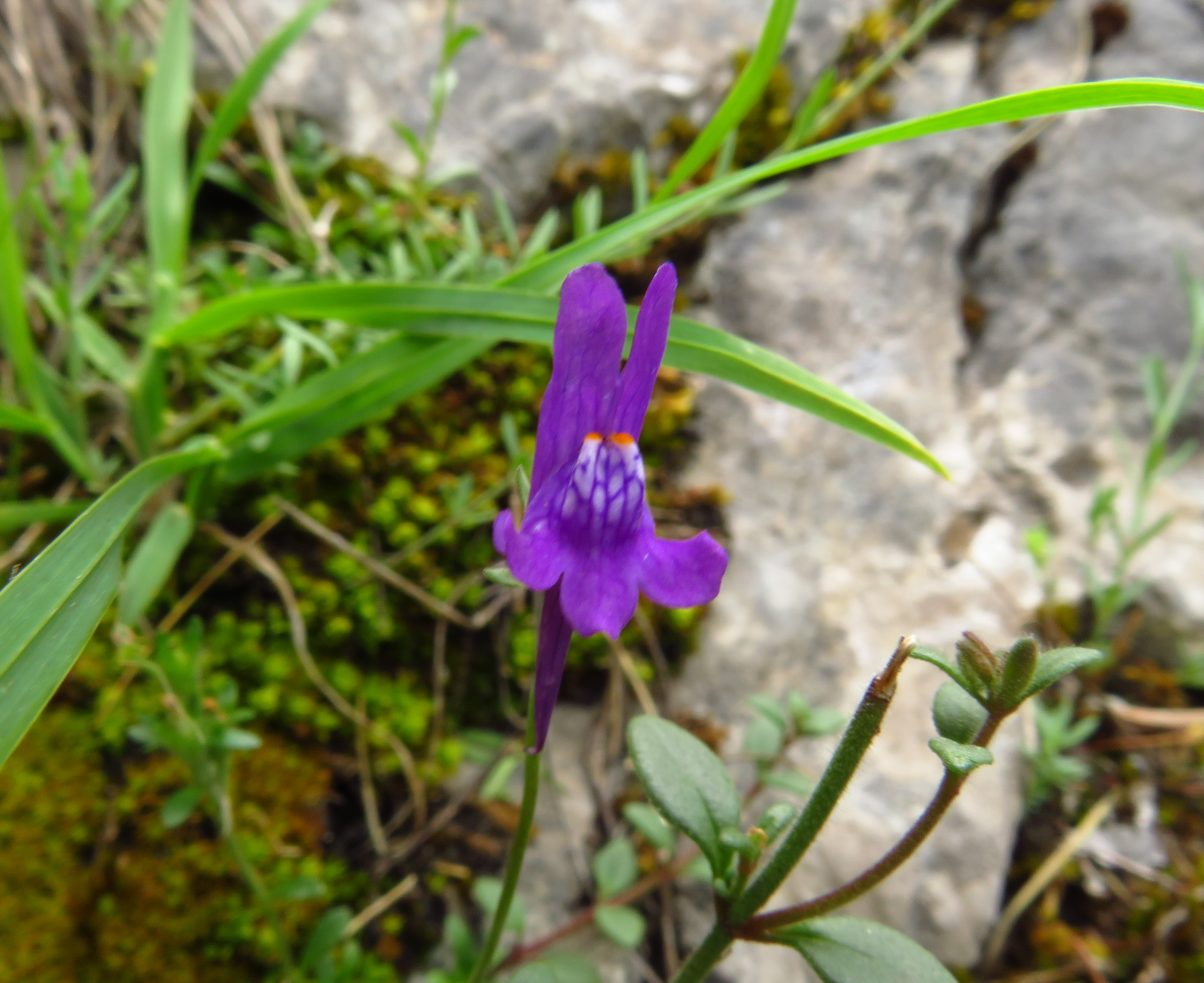
Linaria faucicola

- Linaria faucicola Leresche & Levier
- Linaria fedorovii Kamelin
- Linaria ficalhoana Rouy
- Linaria flava (Poir.) Desf.
- Linaria floridana Chapm.

## G
- Linaria genistifolia (L.) Mill.
- Linaria gharbensis Batt. & Pit.
- Linaria glacialis Boiss.
- Linaria glauca (L.) Chaz.

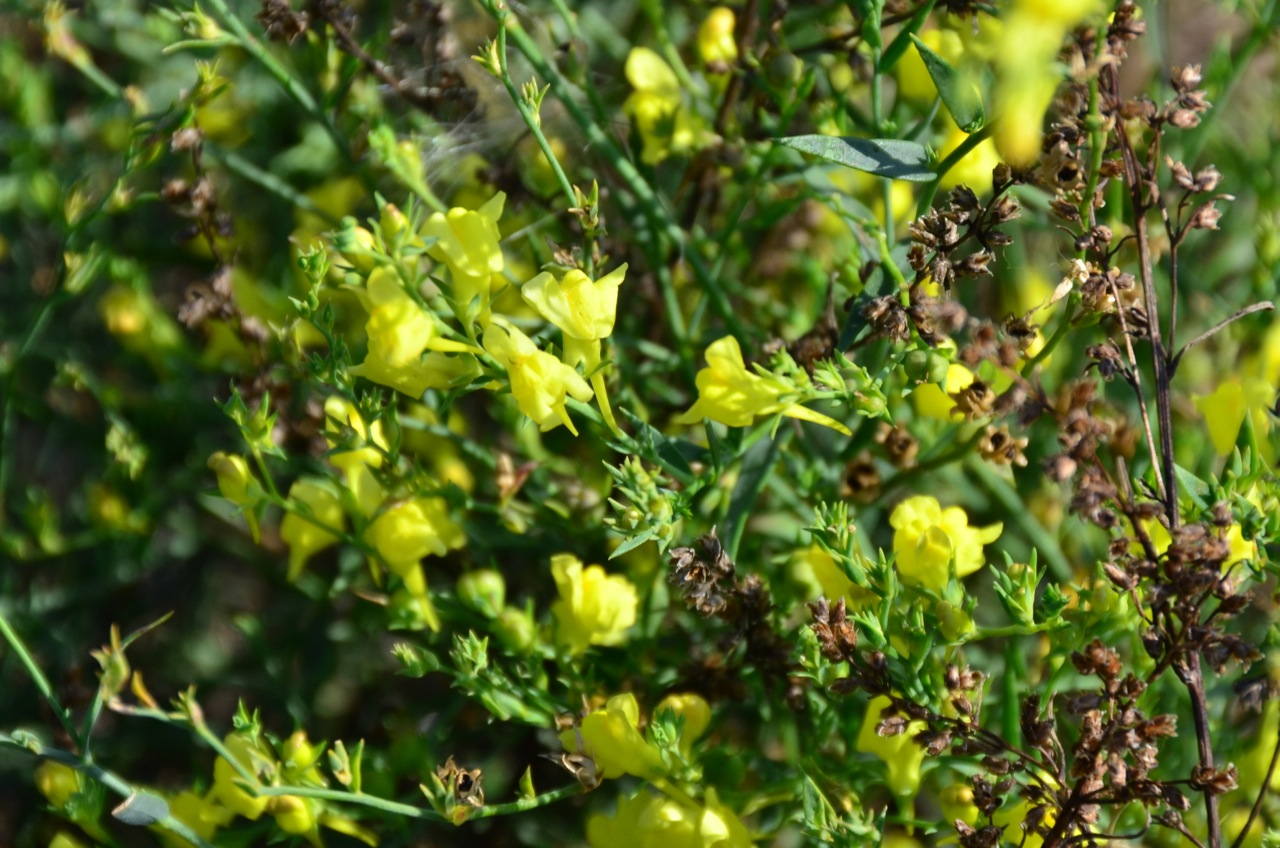
Linaria genistifolia

- Linaria golestanensis Hamdi & Assadi
- Linaria grandiflora Desf.
- Linaria griffithii Benth.
- Linaria grjunerae Knjaz.
- Linaria guilanensis Hamdi & Assadi

## H
- Linaria haelava (Forssk.) Delile
- Linaria hepatica Bunge
- Linaria heratensis Podlech & Iranshahr
- Linaria hirta (L.) Moench
- Linaria hohenackeri Tzvelev
- Linaria huteri Lange
- Linaria × hybrida Schur

## I

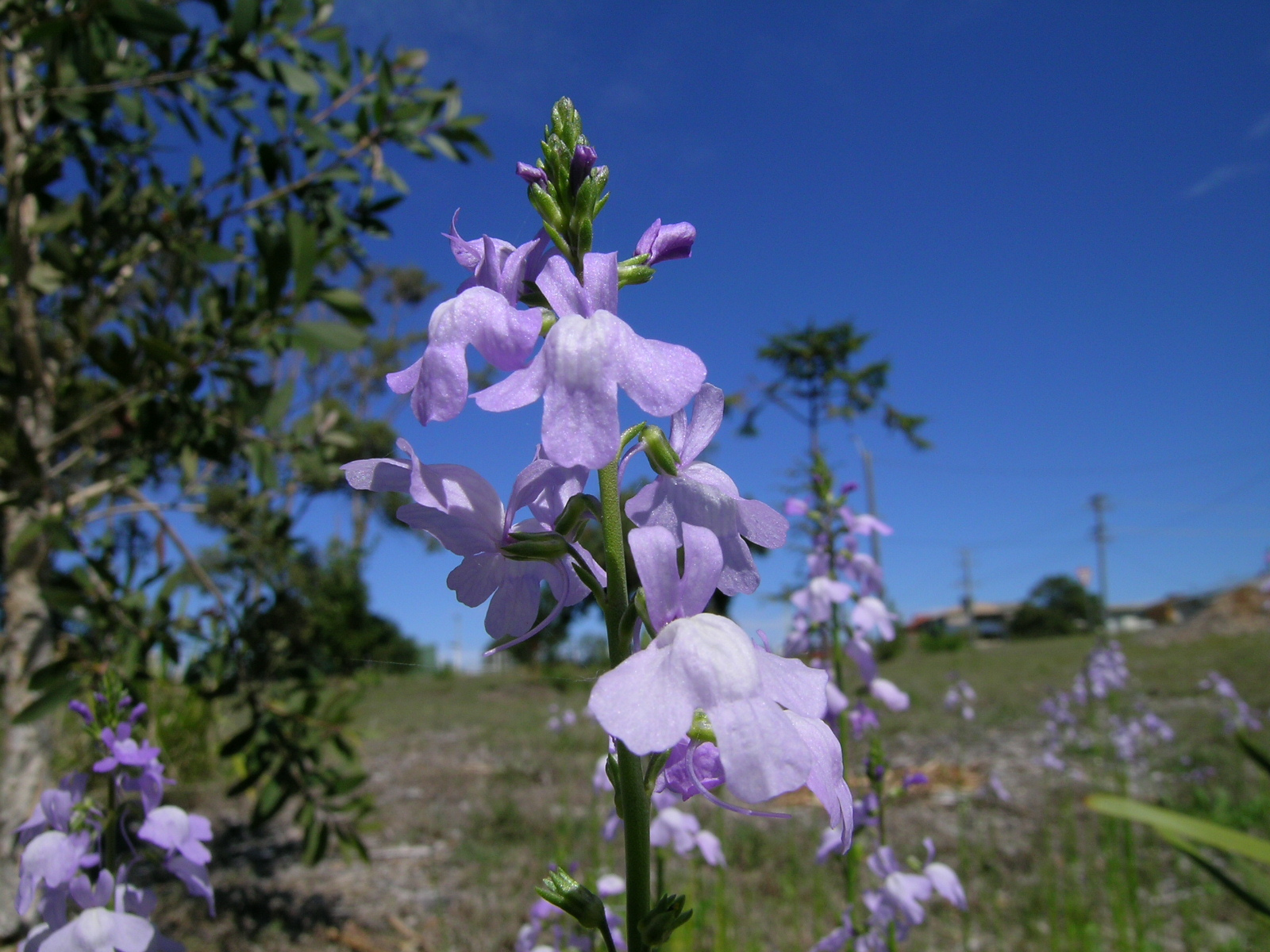
Linaria incarnata

- Linaria iconia Boiss. & Heldr.
- Linaria ikonnikovii Stasiak
- Linaria imzica Gómiz
- Linaria incarnata (Vent.) Spreng.
- Linaria incompleta Kuprian.
- Linaria intricata Coincy
- Linaria iranica Hamdi & Assadi

## J

Linaria japonica

- Linaria × jalancina Gómez Nav., R.Roselló, A.Guillén, P.P.Ferrer, E.Laguna & Peris
- Linaria japonica Miq.
- Linaria jaxartica Levichev
- Linaria joppensis Bornm.

## K
- Linaria kavirensis Hamdi & Assadi
- Linaria khalkhalensis Hamdi & Assadi
- Linaria khorasanensis Hamdi & Assadi
- Linaria × kocianovichii Asch.
- Linaria kokanica Regel
- Linaria kulabensis B. Fedtsch.
- Linaria kurdica Boiss. & Hohen.

## L
- Linaria latifolia Desf.
- Linaria laxiflora Desf.
- Linaria leptoceras Kuprian.
- Linaria lineolata Boiss.
- Linaria loeselii Schweigg.
- Linaria longicalcarata D.Y. Hong

## M
- Linaria macrophylla Kuprian.

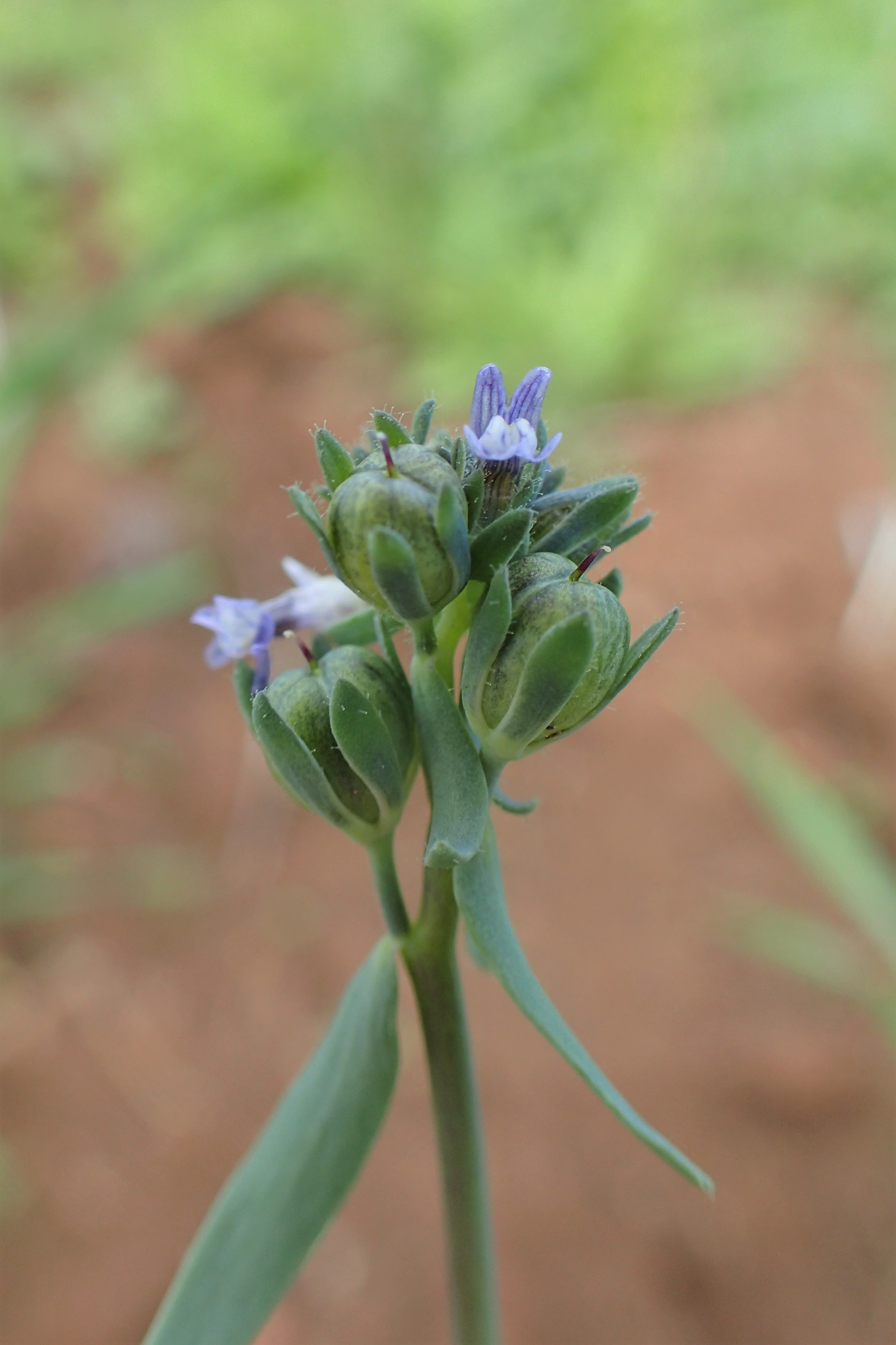
Linaria micrantha

- Linaria macroura (M.Bieb.) M.Bieb.
- Linaria markotchensis Popovich & Zernov
- Linaria maroccana Hook. f.
- Linaria maymanica Wendelbo
- Linaria mazandaranensis Hamdi & Assadi
- Linaria melampyroides Kuprian.
- Linaria melanogramma Rech.f., Aellen & Esfand.
- Linaria meyeri Kuprian.
- Linaria michauxii Chav.
- Linaria micrantha (Cav.) Hoffmanns. & Link
- Linaria microsepala A.Kern.
- Linaria multicaulis (L.) Mill.
- Linaria munbyana Boiss. & Reut.
- Linaria musilii Velen.

## N
- Linaria nachitschevanica Tzvelev
- Linaria nigricans Lange
- Linaria nivea Boiss. & Reut.
- Linaria nurensis Boiss. & Hausskn.
- Linaria nuristanica Patzak

## O

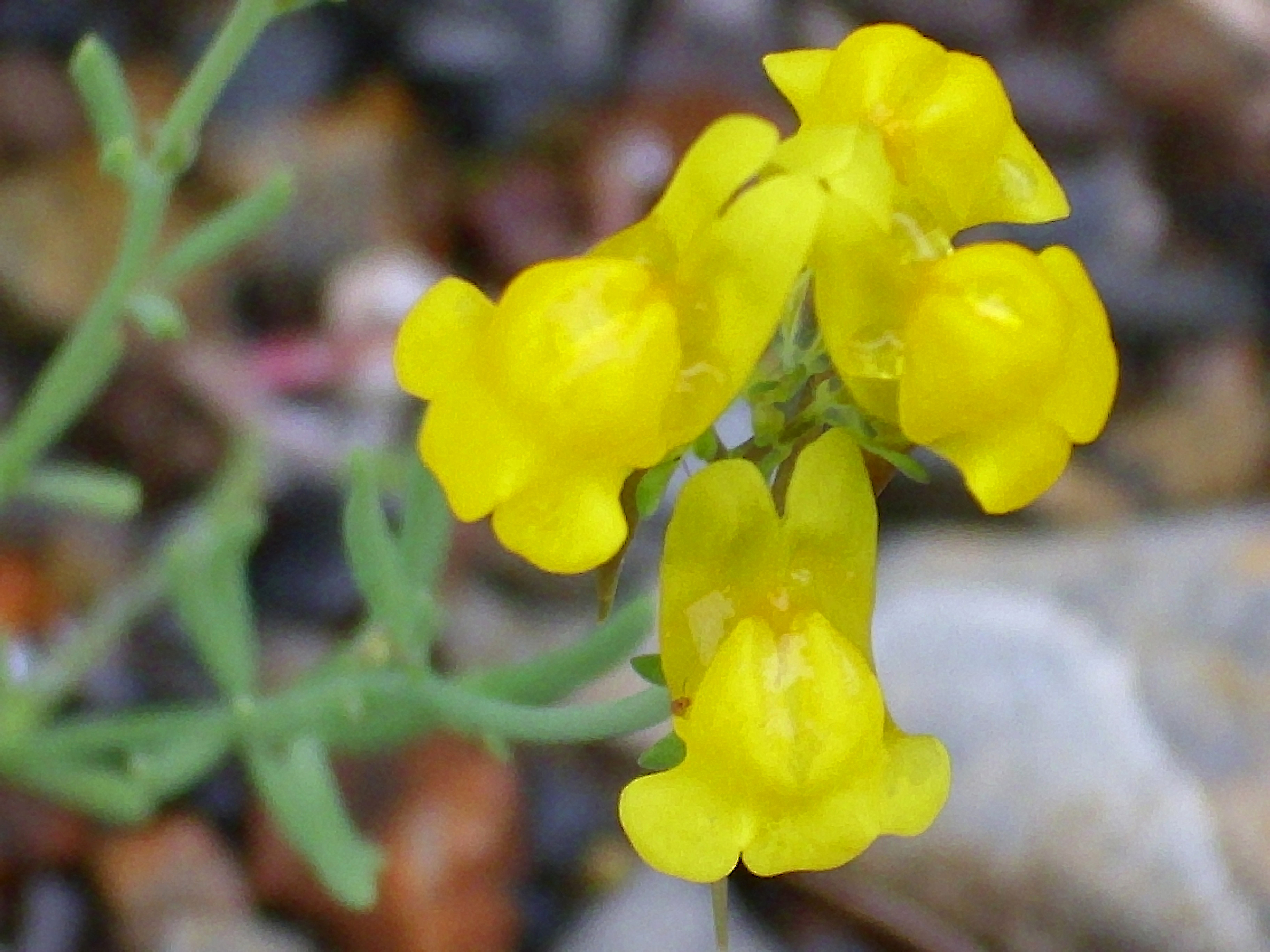
Linaria oligantha

- Linaria oblongifolia (Boiss.) Boiss. & Reut.
- Linaria odora (M.Bieb.) Fisch.
- Linaria oligantha Lange
- Linaria × oligotricha Borbás
- Linaria onubensis Pau
- Linaria orbensis Carretero & Boira
- Linaria ordubadica Tzvelev

## P

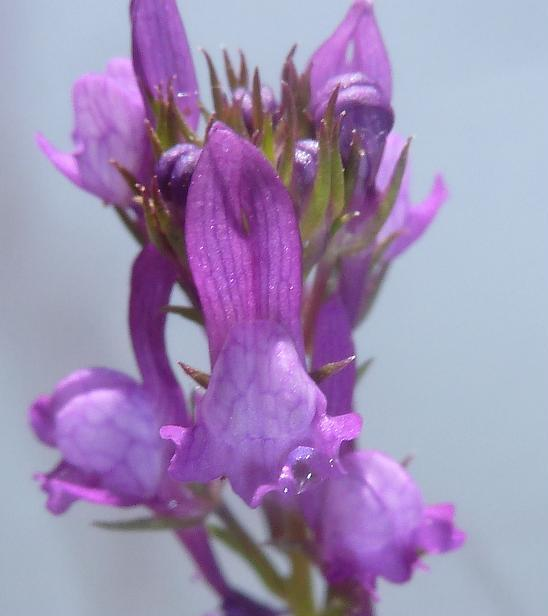
Linaria pelisseriana

- Linaria pamirica (Junussov) Stasiak
- Linaria paradoxa Murb.
- Linaria parviracemosa D.A.Sutton
- Linaria pedicellata Kuprian.
- Linaria pedunculata (L.) Chaz.
- Linaria pelisseriana (L.) Mill.
- Linaria peloponnesiaca Boiss. & Heldr.
- Linaria peltieri Batt.
- Linaria pinifolia (Poir.) Munz
- Linaria platycalyx Boiss.
- Linaria polygalifolia Hoffmanns. & Link
- Linaria popovii Kuprian.
- Linaria propinqua Boiss. & Reut.
- Linaria pruinosa (Sennen & Pau) L.Sáez, F.B.Navarro, L.Gut., J.Fuentes, Cueto & Blanca
- Linaria pseudamethystea Blanca, R.Carmona, Cueto & J.Fuentes
- Linaria pseudolaxiflora Lojac.
- Linaria pseudoviscosa Murb.
- Linaria purpurea (L.) Mill.
- Linaria pyramidalis (Vent.) F.Dietr.

## Q
- Linaria qartobensis Blanca, Cueto, J.Fuentes, L.Sáez & Tarifa
- Linaria quasisessilis Levichev

## R

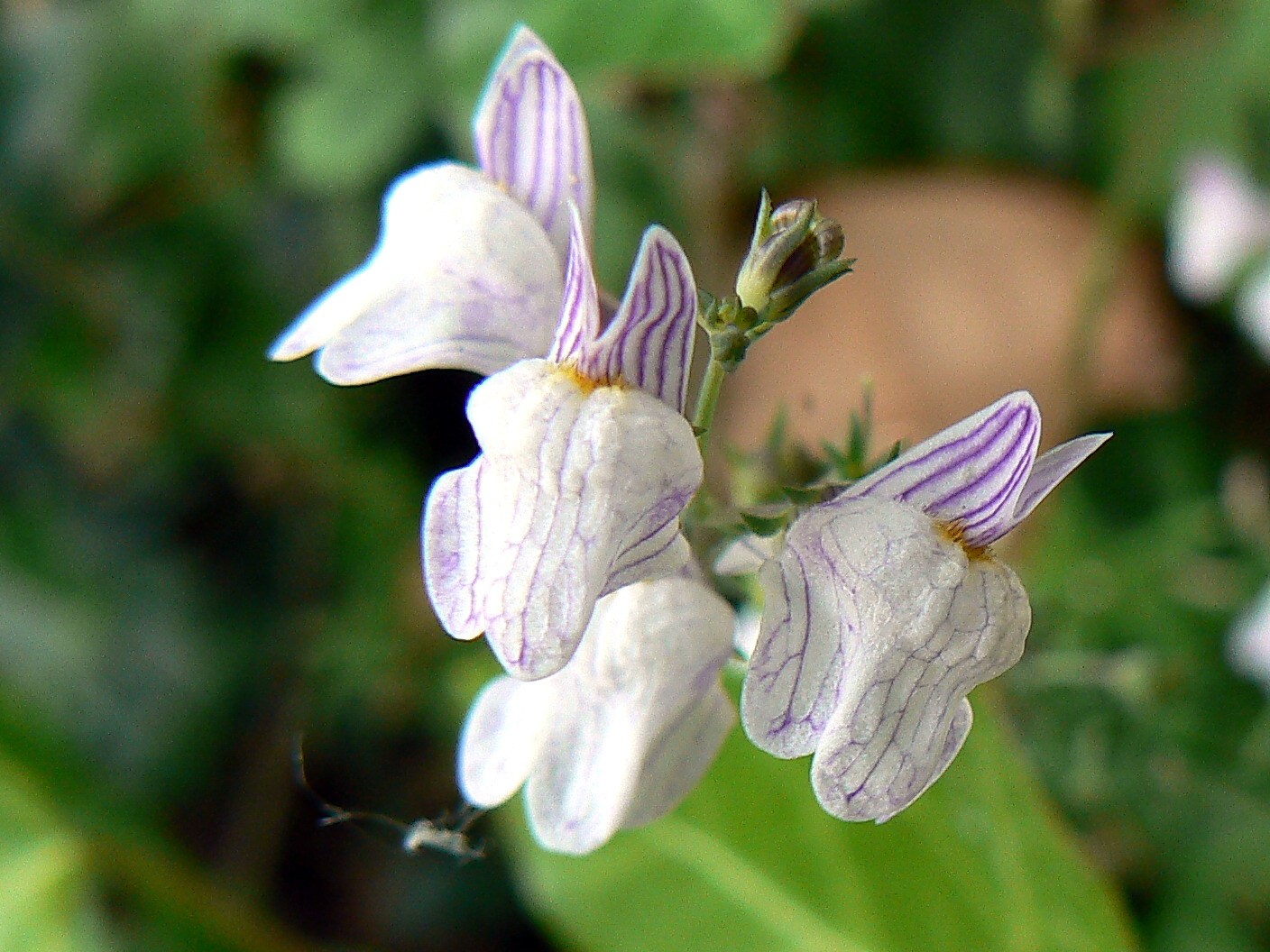
Linaria repens

- Linaria reflexa (L.) Desf.
- Linaria remotiflora Patzak
- Linaria repens (L.) Mill.
- Linaria ricardoi Cout.
- Linaria riffea Pau
- Linaria × rocheri P.Fourn.
- Linaria rubioides Vis. & Pancic

## S
- Linaria sabulosa Czern. ex Klokov

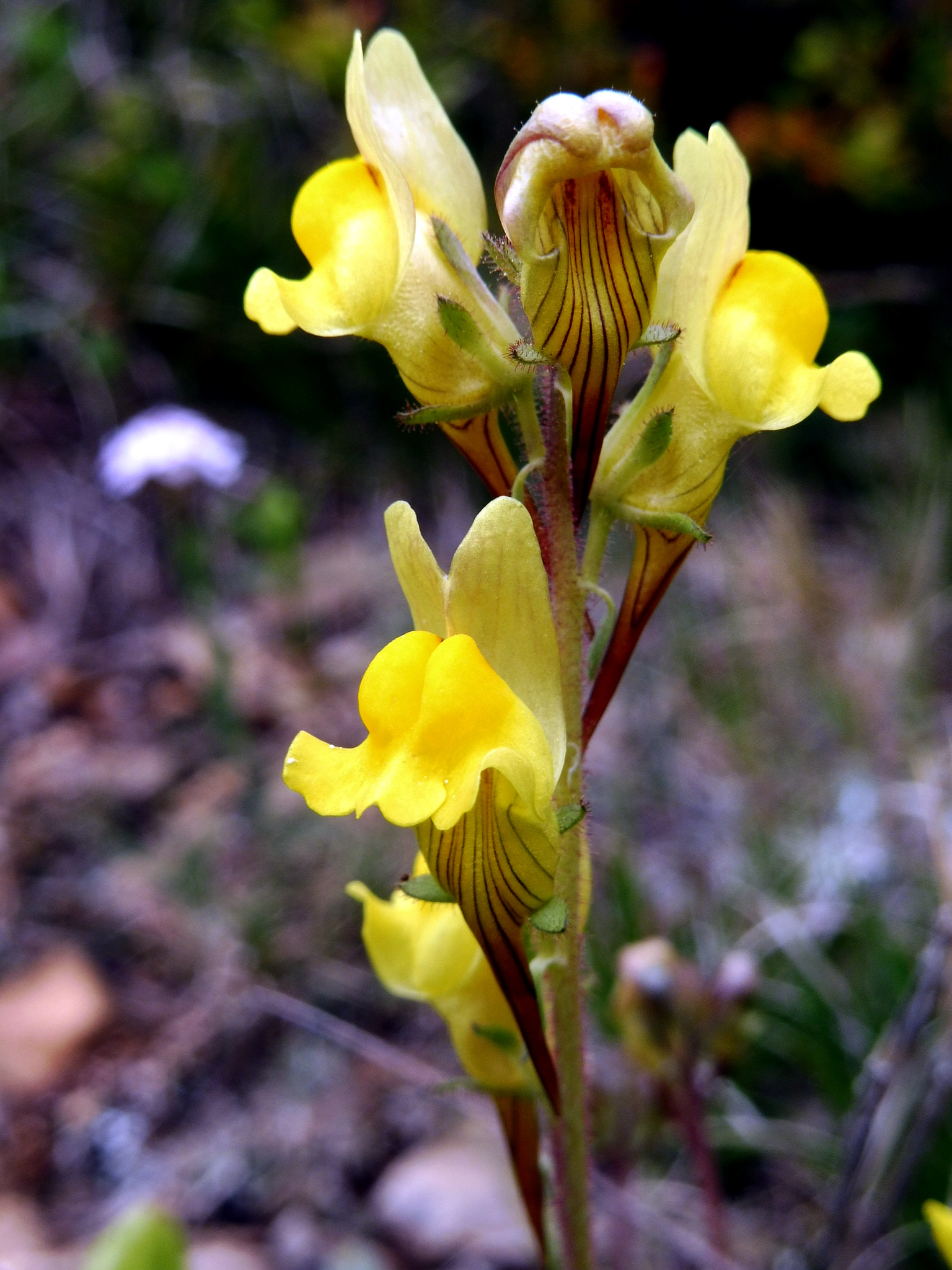
Linaria supina

- Linaria sagrensis Blanca, Cueto, J.Fuentes, L.Gut. & F.B.Navarro
- Linaria salangensis Podlech & Iranshahr
- Linaria salzmannii Boiss.
- Linaria saposhnikovii Nikitina
- Linaria saturejoides Boiss.
- Linaria saxatilis (L.) Chaz.
- Linaria schelkownikowii Schischk.
- Linaria schirvanica Fomin
- Linaria semialata D.López, Sánchez-Gómez, J.F.Jiménez, J.B.Vera & Güemes
- Linaria × sepium G.J.Allman
- Linaria sessilis Kuprian.
- Linaria simplex Desf.
- Linaria spartea (L.) Willd.
- Linaria striatella Kuprian.
- Linaria subbaetica Blanca, Cueto & J.Fuentes
- Linaria supina (L.) Chaz.

## T

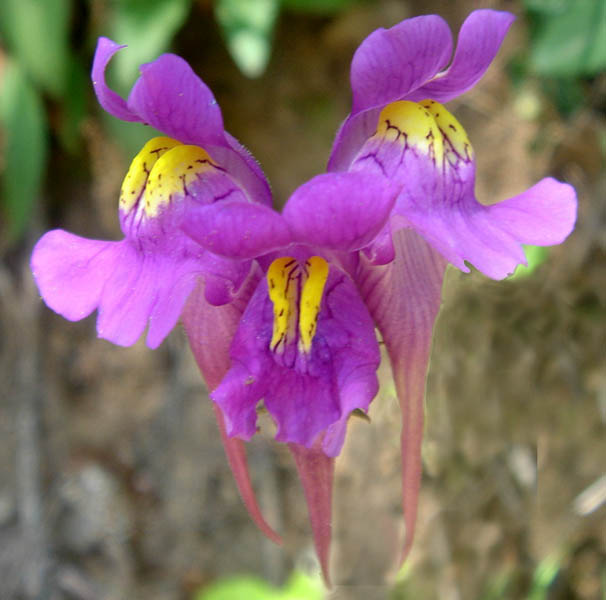
Linaria triornithophora

- Linaria tarhunensis Pamp.
- Linaria tenuis (Viv.) Spreng.
- Linaria texana Scheele
- Linaria thibetica Franch.
- Linaria thymifolia (Vahl) DC.
- Linaria tingitana Boiss. & Reut.
- Linaria tonzigii Lona
- Linaria triornithophora (L.) Cav.
- Linaria triphylla (L.) Mill.
- Linaria tristis (L.) Mill.
- Linaria tursica Valdés & Cabezudo

## U
- Linaria unaiensis Patzak

## V

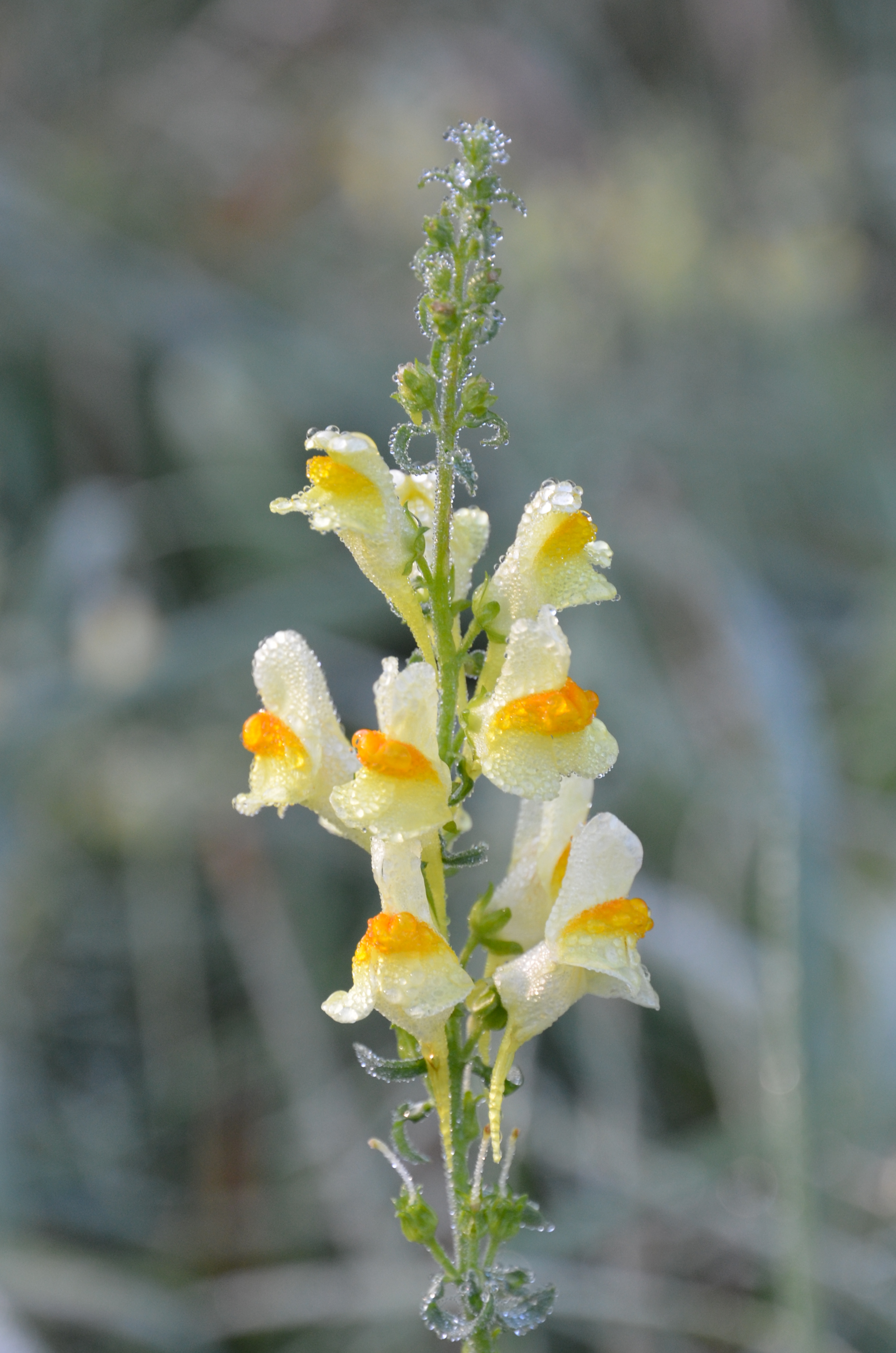
Linaria vulgaris

- Linaria × valdesiana Socorro & Aroza
- Linaria venosa Lindl.
- Linaria ventricosa Coss. & Balansa
- Linaria veratrifolia Patzak
- Linaria verticillata Boiss.
- Linaria vettonica Luceño, Mazuecos & P.Vargas
- Linaria virgata (Poir.) Desf.
- Linaria viscosa (L.) Chaz.
- Linaria volgensis Rakov & Tzvelev
- Linaria vulgaris Mill.

## W
- Linaria warionis Pomel
- Linaria weilleri Emb. & Maire

## Y
- Linaria yunnanensis W.W. Sm.
- Linaria yusufeliensis A.Galán, Makbul & Hamzaoğlu

## Z
- Linaria × zaborskiana Emb.
- Linaria zaissanica Semiotr.